# Casta (Marvel Comics)
La Casta es un enclave de artes marciales mística heroica ficticia que aparece en los cómics estadounidenses publicados por Marvel Comics La organización fue representada como dirigida por Stick, quien fue creado por Frank Miller en las páginas de Daredevil.
La Casta apareció en las series del Universo Cinematográfico de Marvel en Netflix: para Daredevil (2015-2018) y la miniserie de The Defenders.

## Historial de publicaciones
La Casta fue creada por el escritor / artista Frank Miller, y apareció por primera vez en Daredevil # 187 (octubre de 1982).
Los Castos viven en un lugar remoto y salvaje al que solo se puede acceder escalando "el Muro", un escarpado acantilado. La escalada también sirve como un examen de ingreso: aquellos que no suben no se consideran dignos. La función principal de la Casta es combatir a La Mano, un malvado grupo ninja dominado por un demonio.

## Miembros
En el arco de la historia que detalla la muerte y la resurrección de Elektra, los miembros de la casta se enumeran como:
- Maestro Izo - Fundador de la Casta. Artista marcial inmortal, conocido por tener más de 500 años.
- Stick - Líder de la Casta. Él es conocido por su uso del bō (personal).
- Daredevil - Aprendiz ciego de Stick y amante de Elektra Natchios. Es conocido por el uso de sus porras y sus sentidos sobrehumanos intensificados, incluidos el oído, el tacto y el gusto. Él también posee un sentido de radar.
- Piedra – El segundo al mando del Stick. Él puede resistir cualquier ataque físico, siempre y cuando sea consciente de ello por adelantado. En Ultimate Daredevil y Elektra, Stone es una anciana que enseñó a Elektra las artes marciales.
- Shaft - utiliza un arco y una flecha.
- Claw - utiliza hojas de metal de mano (similares alas garras de adamantio de Wolverine) en combate.
- Flame – Poder de la piroquinesis.
- Star – utiliza shuriken.
- Wing – Poder de la levitación.
- Danza del Viento - una superheroína venezolana que vino desde Caracas, Venezuela sueña con el Kung-Fu, Karate, Taekwondo y Krav Magá contra el Acoso Escolar del Bullying, Maltrato infantil y de Familiar.

## En otros medios

### Televisión
- Los miembros Stick y Stone aparecen en el programa de Netflix, Daredevil. Stick es interpretado por el actor Scott Glenn,[3] y Stone es interpretado por el actor Jasson Finney.[4] Su primera aparición es en el séptimo episodio del programa, apropiadamente llamado "Stick". Stick juega un papel integral en el episodio, mientras que la apariencia de Stone es mucho más pequeña, ya que se ha producido en los últimos minutos y, durante la cual, su cara no se ve.[5] Stick reaparece en la Temporada 2, que explora sus vínculos con Elektra Natchios y la guerra de Casta contra el clan ninja conocido como la Mano, dirigido por Nobu. En flashbacks, se revela que Elektra es el Cielo Negro, un arma viviente adorada y codiciada por la Mano. Después de estar en desacuerdo con Star (interpretado por Laurence Mason) sobre el futuro de Elektra, Stick lo mata y huye con ella.[6]
- El retorno de la Casta aparece en The Defenders. La Casta se revela como un ejército leal a Puño de Hierro, y sirven a K'un-Lun en su guerra contra la Mano. Danny y Colleen son presentados tratando de obtener información de un soldado Casto en Camboya, pero Elektra los ataca y lo mata antes de que pueda darles cualquier cosa.[7] A su regreso a Nueva York, los dos siguen un rastro que los lleva a un almacén vacío plagado de cadáveres, más tarde revelado por Stick para haber sido los últimos miembros de la Casta.[8]

### Película
La Casta aparece en la película de 2005, Elektra.